# Alice Barb
Alice Barb (Alice Ramona Nagy, n. 14 februarie 1963, Hunedoara, Hunedoara, România) este o actriță și regizoare de teatru română.

## Biografie
A studiat pianul la Școala de muzică din Hunedoara (1970-1974) și pianul și canto clasic la Liceul de Muzică din Cluj-Napoca (1974-1980).
A obținut licența în artele spectacolului la U.N.A.T.C., secția Actorie (1990-1993), clasa Dem Rădulescu, și secția Regie (1993-1997), clasa Cristian Hadjiculea, iar ulterior titlul de master în teatrologie, marketing și management cultural la U.N.A.T.C.
Este director fondator al Companiei Teatrale „Of – Of” din București (1999-2001), director artistic al Asociației Culturale „QUO VADIS ROMÂNIA” (din 2011), director de imagine al Festivalului „Bucureștii lui Caragiale”, ediția I – 2012, director artistic al Centrului Cultural Casa Artelor Sector 3 din București (2013-2017), director fondator al „Colecției Esențial” (din 2016), director general al „Festivalului Mozartissimo” (din 2016), director general al „Festivalului I love Lipatti” (din 2017) și director fondator al Casei Artelor „Dinu Lipatti” a Primăriei Municipiului București.

## Activitate artistică
Ca actriță a jucat pe scenele Teatrului „Valea Jiului” Petroșani (1985-1988), Teatrului „Ion Creangă” (1988-1990), Teatrului „Lucia Sturdza Bulandra” (1991-1993) și Teatrului „Odeon” din București (1993-1994), în piese precum Cocoșelul neascultător, Bolnavul închipuit, David Copperfield, Turandot, Merlin, Visul unei nopți de vară, Cosma (coproducție româno-franceză) ș.a.
Ca regizor artistic a fost angajată la Teatrul de Stat din Oradea, Theatrum Mundi și Teatrul Național din București. A montat peste 40 de spectacole, printre care Bărbierul din Sevilla de Beaumarchais, Mutter Courage de Bertolt Brecht, Cabotinul de J. Osborne, Legenda ultimului împărat de V. Nicolau, Anna Karenina de Lev Tolstoi, Cartofi prăjiți cu orice de A. Wesker, Căsătorie în stil olandez de Carlo Goldoni, Soare pentru doi de P. Sauville etc.
Muzeul Național „George Enescu” din București i-a găzduit spectacolul Christine van Beethoven de E. E. Schmitt, iar Teatrul „Luceafărul” din Iași spectacolul Trei povești cu zmei, după Antologia Zmeilor de Mircea Cărtărescu. În 2011 a montat la Opera din Brașov opereta Liliacul și, în același an, Opera Națională din Constanța a invitat-o să regizeze musicalul My Fair Lady.
A fost regizor artistic al Galelor „VIP 2003”, al Galelor „Studentul Anului”, organizate de TVR2 și Sindicatul studenților (2009–2010, 2010–2011), al Galelor Premiilor Consiliului de Cultură al Primăriei Municipiului București, al Galei „Femeia contează”, ediția I – 2011, al Galelor Premiilor Marii Loji Naționale din România și Academiei Române, ediția I – 2011 și ediția II – 2012, precum și al Galei Artelor, ediția I – 2012.

## Cariera cinematografică

### Filme
- Umbrele trecutului (1998)
- Războiul din umbră (2001)
- Fata de la etajul șapte (2004)
- Cercul de foc (2007)
- Întoarcerea la rădăcini (2010)
- Reflecții în oglindă (2012)
- Sub cerul înstelat (2014)
- Între două lumi (2016)
- Triumful inimii (2018)
- Zborul visului (2020)

### Seriale
- Viața în culori (2005-2007)
- Secretele orașului (2008-2010)
- Destine împletite (2011-2013)
- Valuri de speranță (2014-2015)
- Poveste fără sfârșit (2016-2017)
- Între două lumi (2018-2019)
- Firul destinului (2020)
- Legături de sânge (2021)
- Visele apelor (2022)
- Ecouri din trecut (2023)

## Distincții
- Premiul pentru „Regie” al Consiliului Britanic la Galele U.N.I.T.E.R. ( 2001)
- Ordinul „Meritul Cultural”, clasa I (2005)
- Premiul pentru „Cel mai bun regizor” la Galele Consiliul de Cultură al Primăriei Municipiului București (2009)
- Premiul „10 pentru România” la Galele TVR Internațional (2010)
- Premiul pentru „Cel mai bun regizor de muzical” (2012)
- Premiul pentru „Cel mai bun spectacol” la Galele VIP – Galele spectacolului muzical (2012)[6]